# Richard Coles

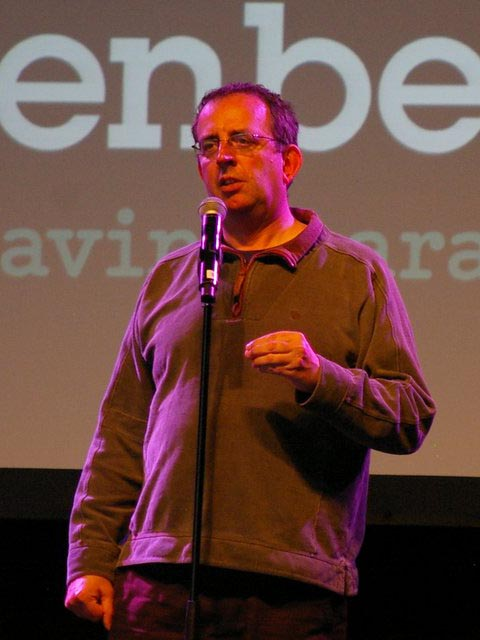
Richard Coles

Richard Coles (* 26. März 1962 in Northampton) ist ein britischer Geistlicher, Buchautor und Radiomoderator. Er wurde in den 1980er Jahren vor allem als Teil des Pop-Duos The Communards bekannt.

## Leben
Richard Coles wuchs im englischen Northamptonshire auf, wo er eine Privatschule besuchte. Zu seiner Schulzeit war er Chorknabe und erhielt eine klassische Musikausbildung.
Nach dem Umzug nach London arbeitete er als Saxophonist und traf Jimmy Somerville, der zu dieser Zeit Sänger der Synthie-Pop-Band Bronski Beat war. Cole unterstützte Bronski Beat und bildete nach Somervilles Ausstieg gemeinsam mit ihm das Duo The Communards, das zwei sehr erfolgreiche Alben veröffentlichte und mit den beiden Coversongs Don’t Leave Me This Way und Never Can Say Goodbye zwei Verkaufshits landete.
Das Leben als Popstar mit Drogenexzessen und im Licht der Öffentlichkeit bereitete Coles Probleme. Während der Tour der Communards 1988 kam es zu einem Streit mit Somerville, in dessen Verlauf Coles behauptete, er sei HIV-positiv – eine Lüge, die er seinen Freunden gegenüber fünf Jahre am Leben hielt. Die Communards trennten sich, und Coles begann, als Journalist für die Literaturbeilage der Times und den Catholic Herald zu schreiben.
Von 1990 bis 1994 studierte er Theologie am King’s College London; 1991 trat er zum Katholizismus über, kehrte aber 2001 zur anglikanischen Kirche zurück. 2005 wurde er zum Priester der anglikanischen Kirche ordiniert. Seine Amtszeit als Kurat (dem anglikanischen Pendant zum deutschen Vikariat) absolvierte er an der St. Botolph’s Church in Boston (Lincolnshire) und an der St. Paul’s Church in Knightsbridge in London. Seit April 2011 ist Coles Gemeindepfarrer von St Mary the Virgin in Finedon in der Grafschaft Northamptonshire.
Zudem präsentiert er für Radio Four der BBC die Sendung Saturday Live. Seine ungewöhnliche Lebensgeschichte war Inspiration für die BBC-Sitcom Rev. 2017 nahm er an der Tanzshow Strictly Come Dancing teil.
Coles lebte seit 2005 in einer eingetragenen Lebenspartnerschaft mit seinem Mann David, ebenfalls anglikanischer Priester. Nach den Anforderungen der Kirche an gleichgeschlechtliche Partnerschaften von Priestern lebten die beiden sexuell enthaltsam. Sein Mann starb im Dezember 2019.

### Bücher
- Lives of the Improbable Saints (mit Zeichnungen von Ted Harrison), 2012, Darton: Longman & Todd, ISBN 978-0-232-52955-5
- Legends of the Improbable Saints (mit Zeichnungen von Ted Harrison), 2013, Darton: Longman & Todd, ISBN 978-0-232-53002-5
- Fathomless Riches: Or How I Went From Pop to Pulpit, 2014, London: Weidenfeld & Nicholson, ISBN 978-0-297-87030-2
- Into the Harvest, 2016, London: Weidenfeld & Nicholson, ISBN 978-0-297-60988-9
- Murder Before Evensong, 2022, London: Weidenfeld & Nicholson
  - Der Tote in der Dorfkirche, Goldmann, München 2023, ISBN 978-3-442-20650-6
- A Death in the Parish, 2023, London: Weidenfeld & Nicholson
  - Der Priester und das schwarze Schaf, Goldmann, München 2024, ISBN 978-3-442-20668-1